# ランシング町 (ニューヨーク州)
'ランシング(Lansing)は、アメリカ合衆国ニューヨーク州トンプキンス郡にある町。2000年の統計によると、人口は10,521人である。

## 地理
アメリカ合衆国統計局の調査によると、181.1km2を占め、157.3km2が陸であり、23.9km2が池や川である。13.17%を水が占めている。

## 統計
2000年の統計によると、10,521人が住んでおり、4,374の世帯、2,668の家族が住んでいる。人口密度は、66.9人/km2である。4,634件の住居があり、29.5件/km2である。人口の84.09%が白人、4.09%がアフリカ系アメリカ人、0.19%がアメリカ先住民、8.86%がアジア系、0.04%がハワイやグアムなどの島々からの移民、0.73%がそのほかの民族や人種、2.01%が2つ以上の民族や人種を親に持ち、2.35%がヒスパニック系である。
4,374世帯のうち、30.0%が18歳未満の子供と一緒に生活しており、50.3%は結婚して共に生活している。7.6%は未婚の女性が世帯主であり、39.0%は結婚していない。30.6%は1人以上の独身の居住者が住んでおり、6.8%は65歳以上で独身である。1世帯の平均人数は2.33人であり、結婚している家庭の場合は、2.95人である。
人口の26.1%が18歳未満で、7.7%が18歳から24歳、32.7%が25歳から44歳、23.5%が45歳から64歳、10.1%が65歳以上である。平均年齢は35歳である。女性100人に対し、99.8人が男性である。18歳以上の女性100人に対し、94.6人が18歳以上の男性である。
1世帯の平均年収は、48,250ドルであり、結婚している家庭の場合は59,758ドルである。男性の平均収入が38,146ドルであるのに対し、女性は31,250ドルである。住民1人当たりの収入は25,634ドルであり、人口の6.7%、4.2%の家庭が貧困状態にある。18歳未満の5.1％、65歳以上の3.1%が貧困状態にある。